# Thinnakone Vongsa
Thinnakone Vongsa (* 20. März 1992 in Vientiane) ist ein laotischer Fußballspieler.

## Karriere

### Verein
Thinnakone Vongsa stand von 2013 bis 2019 beim Lao Police FC unter Vertrag. Der Verein aus der laotischen Hauptstadt  Vientiane spielte in der ersten Liga des Landes, der Lao Premier League. 2017 und 2018 wurde er mit dem Verein Vizemeister. Den Lao FF Cup gewann er 2014. 2020 wechselte er zum Ligakonkurrenten Master 7 FC.

### Nationalmannschaft
Thinnakone Vongsa spielt seit 2017 für die Nationalmannschaft von Laos. Bisher bestritt er acht Länderspiele.

## Erfolge
Lao Police FC
- Lao Premier League

Vizemeister: 2017, 2018
- Lao FF Cup: 2014